# Moritz von Drebber
Moritz von Drebber (n. 12 februarie 1892, Oldenburg, Germania – d. 30 mai 1968, Oldenburg, Germania) a fost un general german din Wehrmacht, care a comandat Divizia 297 Infanterie în timpul celui de-al Doilea Război Mondial. A fost decorat cu Crucea de Cavaler al Crucii de Fier. 
Drebber s-a predat sovieticilor cu întreaga divizie la 25 ianuarie 1943, în timpul Bătăliei de la Stalingrad. Apoi a trimis o scrisoare lui Friedrich Paulus spunând că „el și soldații săi au fost bine primiți de Armata Roșie”. Drebber i-a cerut, de asemenea, lui Paulus să „renunțe la rezistența inutilă și să se predea împreună cu întreaga armată”. S-a înscris în Comitetul Național Germania Liberă în timp ce se afla în prizonieratul sovietic. A fost eliberat în 1949. 

## Decorații
- Ordinul „Steaua României” cu spade în gradul de Comandor, cu panglica de „Virtutea Militară” (25 noiembrie 1941) „pentru modul exemplar în care a asigurat colaborarea unității sale cu trupele române, dând dovadă în conducerea operațiunilor de un excepțional simț tactic și o mare putere de acțiune. În toate bătăliile a stat în primele linii până în ziua de 2 august 1941, când a fost rănit”[2]
- Crucea de Cavaler al Crucii de Fier (30 iunie 1942) în calitate de Oberst și comandant al Regimentului 523 Infanterie[3]